# ثوم عملاق
الثوم العملاق أو البصل العملاق (الاسم العلمي: Allium giganteum) (بالإنجليزية: Giant Onion)‏ هو نوع من النباتات يتبع جنس الثوم من فصيلة النرجسية.

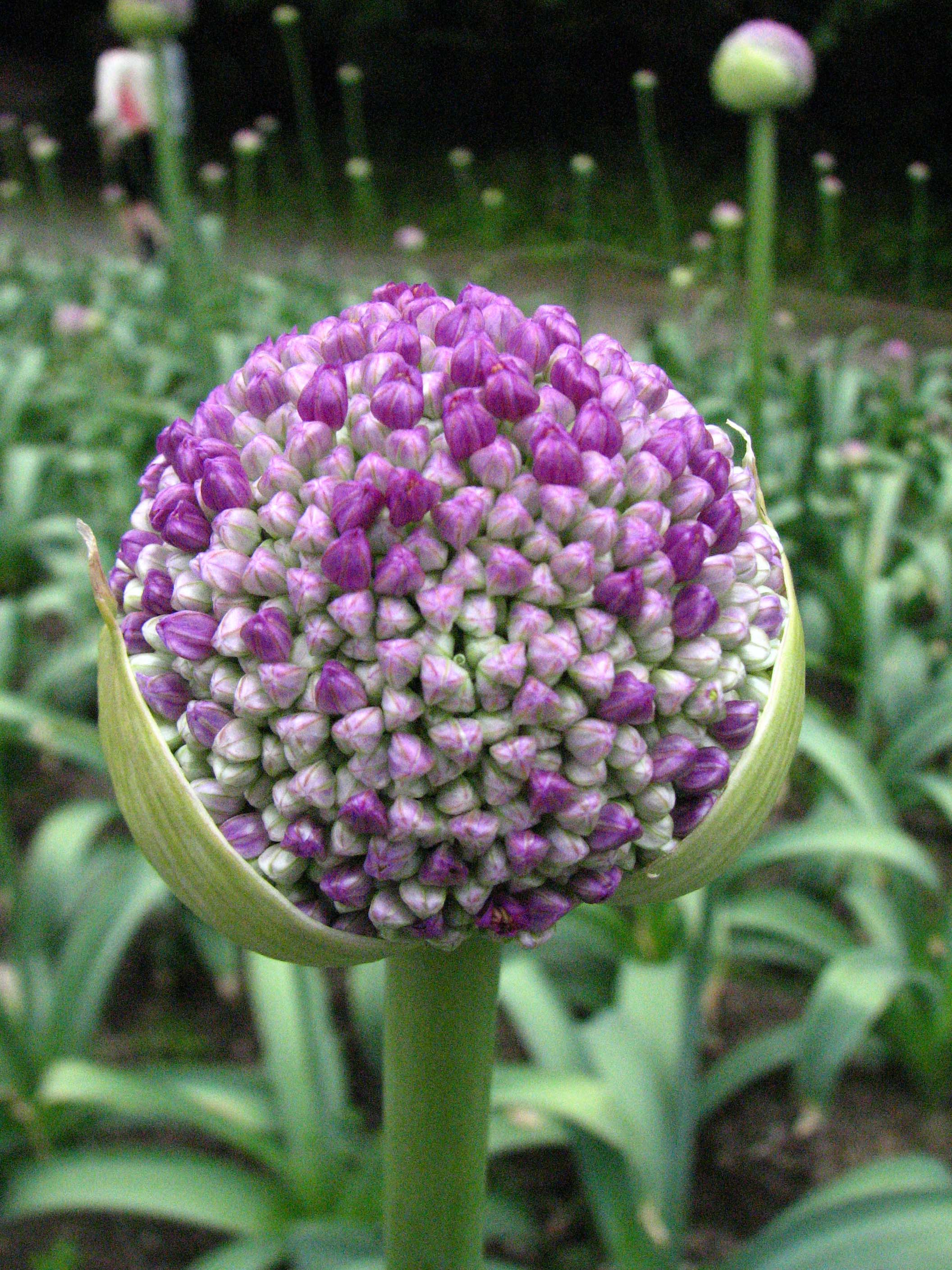
Flower of A giganteum opening